# Neonomopleus
Neonomopleus is een geslacht van kevers uit de familie  
kniptorren (Elateridae).
Het geslacht is voor het eerst wetenschappelijk beschreven in 1927 door Schenkling.

## Soorten
Het geslacht omvat de volgende soorten:
- Neonomopleus alfaroi (de la Vega, 2005)
- Neonomopleus cobosi (Platia, 2003)
- Neonomopleus crespoi (de la Vega, 2005)
- Neonomopleus discors (Reitter, 1904)
- Neonomopleus elongatus (C. N. F. Brisout de Barneville, 1866)
- Neonomopleus helenae (de la Vega, 2005)
- Neonomopleus koschwitzi (Platia, 2003)
- Neonomopleus longissimus (Reitter, 1904)
- Neonomopleus lopezcoloni (Platia & Gudenzi, 2005)
- Neonomopleus martinae (Platia, 2003)
- Neonomopleus martinezi (Reitter, 1904)
- Neonomopleus masoae (Platia, 2003)
- Neonomopleus procerus (Illiger, 1807)
- Neonomopleus recaldei (Sanchez Ruiz & Zapata in de la Vega, 2005)
- Neonomopleus recticollis (Graells, 1858)
- Neonomopleus schimmeli (Platia, 2003)
- Neonomopleus schurmanni (Giuseppe & Serrano, 2002)
- Neonomopleus sobrinoi (de la Vega, 2005)
- Neonomopleus suarezi (Platia & Gudenzi, 2005)
- Neonomopleus tenuis (C. N. F. Brisout de Barneville, 1866)
- Neonomopleus toribioi (de la Vega, 2005)
- Neonomopleus zuzartei (Sanchez Ruiz & Zapata in de la Vega, 2005)